# Piên
Piên là một đô thị thuộc bang Paraná, Brasil. Đô thị này có diện tích 254,903 km², dân số năm 2007 là 11632 người, mật độ 44,4 người/km².